# 达努塔·西兹库夫纳

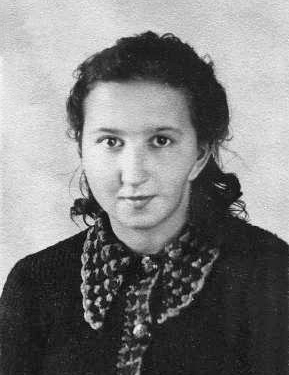
达努塔·西兹库夫纳

达努塔·海伦娜·西兹库夫纳（Danuta Helena Siedzikówna，1928年9月3日—1946年8月28日），是波兰家乡军第5维尔诺旅第4中队的一名医务员。她曾在1946年随第5维尔诺旅的第1中队在波美拉尼亞地区作戰。她后来被波蘭人民共和國当局逮捕、施以酷刑，判处死刑。